# Яо Цзин'юань
Яо Цзин'юань (14 червня 1958) — китайський важкоатлет.
Олімпійський чемпіон 1984 року в категорії до 67,5 кг.